# قطارة (جبيل)
القطارة، إحدى القرى اللبنانية في قضاء جبيل.